# Ievhèn Braslavets
Ievhèn Braslavets   (Dniprò, 11 de setembre de 1972) és un regatista ucraïnès vencedor d'una medalla olímpica.
El 1996 va prendre part en els Jocs Olímpics d'Estiu d'Atlanta, on va guanyar la medalla d'or en la categoria classe 470 del programa de vela. Va compartir vaixell amb Ihor Matviyenko. Quatre anys més tard, als Jocs de Sydney, fou sisè en la mateixa prova, i el 2004 novè, sempre amb el mateix company de tripulació.
En el seu palmarès també destaquen una medalla d'or i una de bronze al Campionat del món de vela de la Classe 470, i una d'or i una de plata al Campionat d'Europa de 470. El 2015 guanyà el mundial de classe Dragon.